# 哀川翔
哀川 翔（あいかわ しょう、英: Show Aikawa, 1961年5月24日 - ）は、日本の俳優、タレント、シンガーソングライター、司会者、ラリードライバー。本名：福地 家宏（ふくち いえひろ）。
徳島県徳島市生まれ、鹿児島県鹿屋市出身。身長178cm、血液型はAB型。

## 来歴

### 生い立ち
徳島県徳島市生まれ。海上自衛隊の幹部自衛官でパイロットだった父・福地家興の転勤に伴い山口県岩国市、栃木県宇都宮市、千葉県館山市と転居を繰り返した。
1967年1月16日、家興が搭乗していた第21航空群第101航空隊のHSS-2が徳島沖での訓練中に第3航空群第11航空隊所属のS2F-1と空中接触し墜落、乗員全員が殉職した。この時哀川は5歳だったが母親が臨月だったため、代わりに哀川が父親の遺体を確認した。この事故はマスコミ各社で大きく取り上げられ、当時の新聞には待合室の椅子に座り、同行した叔父が読む新聞を覗き見する子供時代の哀川の写真が載った。この事故について哀川本人は『ファミリーヒストリー』（NHK総合、2016年10月27日放送）に出演した際に「父親のニュースを5歳ながら覚えていた」と語っていた。
この後、母の実家・鹿児島県鹿屋市に転居しその後は鹿屋市で育った。鹿屋市立鹿屋小学校、鹿屋市立第一鹿屋中学校、鹿児島県立高山高等学校、東京工学院専門学校卒業（親に学費を出して貰っていたため、無遅刻無欠席を徹した）。なお、本籍地は生まれて今日までずっと祖父が住んでいた東京都となっている。
高校時代までは器械体操が得意で体育教師を志しており、教員養成系の伝統校日本体育大学体育学部（東京）への進学を希望していたが願書の出し忘れにより受験ができずに終わった経験がある。専門学校在学中、雑誌『ポップティーン』のライターとなる。ライター名は「カケ メグル」「ショウ・ロンリーリバー」だった。

### 芸能活動
路上パフォーマンス集団「劇男一世風靡」に所属し、「前略、道の上より」で「一世風靡セピア」メンバーとしてレコード・デビュー。1986年には「青の情景（シーン）」でソロデビューを果たす。
1988年、テレビドラマ『とんぼ』に出演。1990年には、Vシネマ『ネオチンピラ 鉄砲玉ぴゅ〜』、映画『獅子王たちの夏』の主役に抜擢される。
1995年には「あいかわ翔」名義で監督デビュー。助演男優として『棒の哀しみ』や『うなぎ』といった作品にも出演し、テレビドラマやテレビコマーシャルへの出演機会が増え始める。2004年に出演した映画『ゼブラーマン』で主演作品100本の快挙を成し遂げる。
竹内力と共に「Vシネマの帝王」と呼ばれる。
2005年の日本アカデミー賞で優秀主演男優賞を受賞。
近年はバラエティ番組にも出演。

### モータースポーツ活動

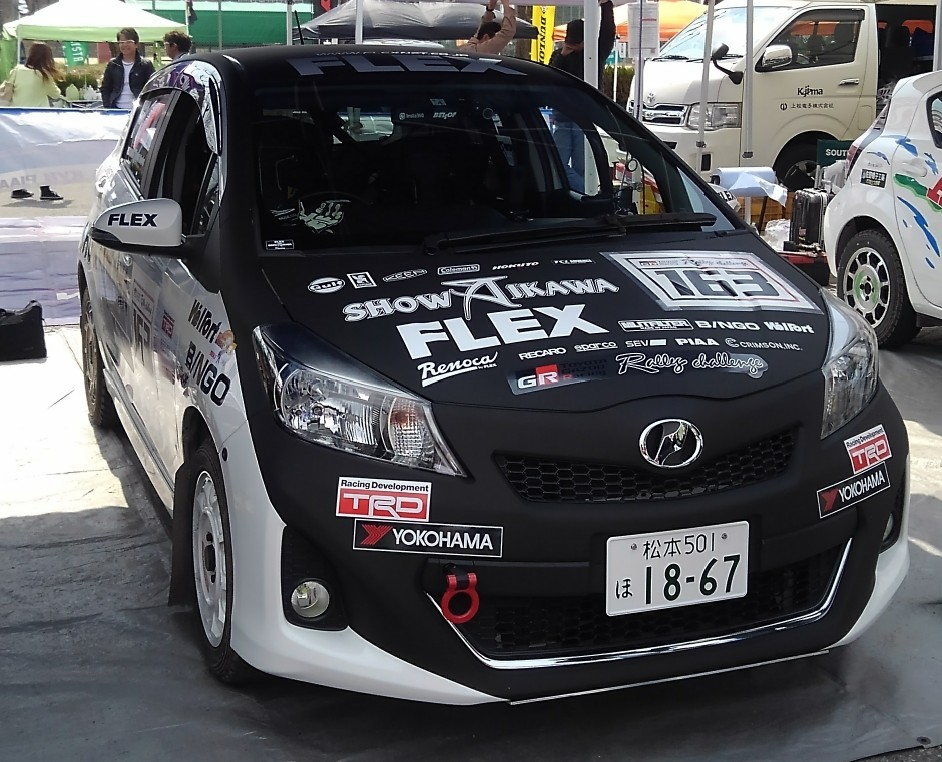
TGRラリーチャレンジで哀川翔がドライブするトヨタ・ヴィッツ

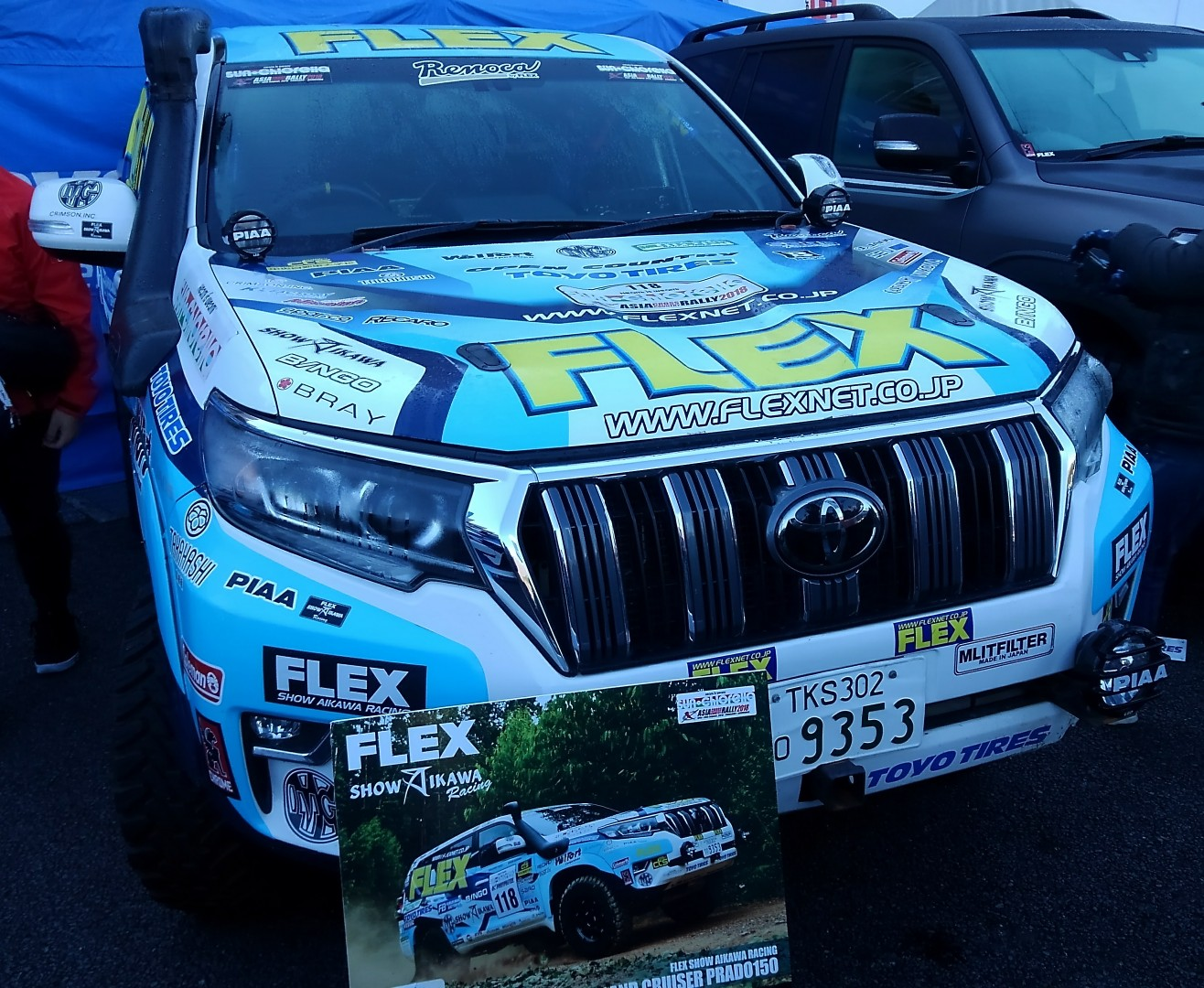
FLEX Team Showのトヨタ・ランドクルーザープラド

車好きで、映画『SS エスエス』出演の際、三菱・スタリオン4WDラリーを見た時「鳥肌が立った」とコメント（後に、ラリージャパン2007開会式に映画宣伝を兼ねゲスト出演）。またラリー出場ドキュメント撮影のため、国際C級ライセンス（レース除外）を取得、映画『SS』に登場したフォード・フィエスタSTでラリージャパン2008にプライベーターエントリーで出走。DAY2でリタイアしたものの、スーパーラリー規定によりペナルティ加算を受け復帰し、その後は走り切った。
同じくドキュメント撮影のため、2009年にヒルクライム競技の最高峰であるパイクスピーク・インターナショナル・ヒルクライムに出場、「オープンクラス（市販車改造クラス）」にて5位（全7台。2台リタイア）。この時はコ・ドライバーに、ドライビングコーチ役のプロドライバー、奴田原文雄が搭乗した。
2010年は自らのチーム「TEAM SHOW」を結成してラリージャパンに参戦（哀川はフォードフィエスタSTを奴田原はフォードフィエスタR2をドライブ）、2011年からは「FLEX FEDERAL SHOW AIKAWA Racing」を結成しアジアクロスカントリーラリーに参戦。2011年・2012年は自らドライバーとして参戦し、2012年にはクラス優勝も果たした。また2012年パイクスピークには、トヨタ・モータースポーツ有限会社（TMG）製のパワートレインを搭載した電気自動車の「TMG EV P002」で参戦。ドライバーは奴田原で、こちらもクラス優勝を飾った上総合でも6位に入った。この他、全日本ラリー選手権にもトヨタ・86で自らステアリングを握って参戦。北海道ではリタイアに終わったが、渋川ではクラス8位で完走した。
2013年からは自らは監督業に専念し、ドライバーにはタレント仲間であるヒロミなどを起用しクロスカントリーラリーに参戦。また同年からカーディーラーのFLEXがタイトルスポンサーに就任しており、公式サイトではFLEX RACING TEAM SHOWとしての活動が記録されている。
2016年には3年ぶりに自らステアリングを握り、トヨタ・アクアでTGRラリーチャレンジに参戦。C-1クラスで6位で完走した。2017年にも続けてラリーチャレンジの3戦にスポット参戦。マシンは前年と同じくアクア。木曽ではC-1クラス6位、渋川ではクラス9位、新城はクラス8位（ゲスト参戦）でそれぞれ完走している。2018年も奴田原をコ・ドライバーとして同クラスに参戦、茅野では10位で完走した。2019年はマシンをトヨタ・ヴィッツに、2021年はトヨタ・ヤリスにそれぞれ切り替えて参戦を継続している。
2022年、哀川が総監督を務めた「FLEX SHOW AIKAWA Racing with TOYO TIRES」が、9月のラリー北海道、11月のジャパンクロスカントリーラリーと、2連覇を成し遂げた。

### 私生活
1995年に元女優の青地公美と結婚。青地は再婚で、青地の3人の連れ子（長女・長男・次男）の父親となり、後に青地との間に2人の実子（三男・次女）を儲けた。

## 人物
趣味は釣り、ゴルフ、昆虫採集（カブトムシ、クワガタムシ）、メダカの飼育である。
朝日の昇る前から起き、家族が目を覚ます前に散歩をするためか、夕方には既に眠くなり、20時か21時には床に入るという。
RIKACOとは家が隣同士。家族ぐるみでの付き合いで互いの自宅で頻繁に食事をしている。
喫煙者である。
自身がモノマネされることを好意的に見ており、山口智充、あいかわい翔、有吉弘行、花香よしあき、伊達みきおに対して「面白いから今後も宜しく頼む」と語りかけたほか、映画で共演した自身のそっくりタレントの哀小出翔の芸名の名付け親も哀川とのこと。
芸能人の運動会番組で短距離走に出場した際に、後の芸能人最速男井手らっきょ（当時は井手ひろし）と対戦し、一度はリードを許したものの、ゴール前で追い抜いて勝ったことがある。また、この番組収録の後に自身が病院送りとなった。

### 家族
妻とは六本木のカラオケ屋「弐壱」にて武蔵丸光洋の大関昇進パーティーに参加した際に出会った。青地はその日、矢沢永吉の妻とパーティーに来ていた。結婚後青地は福地公美名義で哀川の所属事務所の社長を務め、哀川の主演映画の企画プロデュースなども手がける。
5人の子供（三男、二女）を持つ親であり、長女はcossamiのMINAMI。次男はSCANDALのマネージャー。末っ子で次女は福地桃子。長女・長男・次男は妻の連れ子、三男・次女は哀川の実子であるが、5人共に「全員俺の子供」という方針で接している。妻の前夫とも家族ぐるみの交流があり、長女・長男の結婚式には前夫も招いている。
MINAMIとはミュージカル『HEADS UP!』や『さんぽサンデー』『徹子の部屋』などで共演、福地とは『借王（シャッキング）〜華麗なる借金返済作戦〜』、『キズナ・ワーク』などにて共演している。
2016年10月27日放送の『ファミリーヒストリー』で本名を公表。また、哀川翔の由来は、「哀」しみを「川」に流して「翔」びたて、であると明かした。先祖は佐賀鍋島藩の家臣である福地家であり、父方の祖父は満州で警務官僚として働いていたが、1945年9月、ソ連侵攻からの避難民の警護任務中に匪賊の銃撃を受け死亡した。父方の祖母も生後間もない娘と共に満州で死亡。哀川の父の弟妹二人だけが父の部下に救出され、日本に帰国した。長男だった哀川の父は病気を理由に佐賀の実家に預けられており、そこで親兄弟の死を知らされた。

### 昆虫飼育
2000年代後半ごろから、各メディアでしばしば昆虫好きであると紹介されるようになる（別に隠していたわけではなく、いわゆる「意外な一面」的なクローズアップのされ方）。特にカブトムシについては2015年までに約2万5000匹を羽化させた実績（幼虫のエサも自作）があり「カブトムシ愛好家」という肩書きで紹介されることがある（ただしクワガタムシも好きであり採集や繁殖も行っている。）。2015年に公開された昆虫生態ドキュメンタリー風映画『アリのままでいたい』には出演していないにもかかわらず、初日舞台挨拶回を鑑賞し希望する人（中学生以下）に、自ら羽化させ育てたカブトムシの成虫200匹（ペア100組）をプレゼントしたこともある。これは、配給元の東映が「虫の魅力を知ってほしい」との理由から、芸能界屈指の昆虫愛好家でカブトムシを毎年数千匹繁殖させている哀川に依頼したことで実現した。哀川は快諾し、自身はVTR出演となり、映像を通じて鑑賞した来場者へコメントを発表した。なお、東映によると、来場者プレゼントで生物が配られたのは初めてとのこと。
なお、2015年は育てたカブトムシのうち1匹が全長88ミリメートルに達し、普通のカブトムシとしては世界記録級の大きさだったためギネスブックへ申請（昆虫雑誌『BE-KUWA』でのカブトムシ飼育ギネスコンテストでは見事ギネスを獲得した。また、同誌で大きく育った理由に関して「エサの配合が上手くいったのではないか」とコメントしている。）したり、同年に羽化させたカブトムシの2匹が一説には確率一万分の一とも言われる雌雄モザイク（雌雄同体）であったことが判るなど、昆虫に関する報道が相次いだ。
北海道遠軽町丸瀬布昆虫生態館 特別学芸員に就任しており、2012年10月にはカブトムシやクワガタ26匹を哀川の特設展示コーナー「哀川翔アニキの森」が設置された。

## 受賞歴
- 第8回日本映画プロフェッショナル大賞 最優秀主演男優賞（1998年）[32]
- 第1回 DVシネマ大賞 最優秀主演男優賞（2002年）
- 第13回日本映画批評家大賞 ベストパーソナリティ賞（2004年）[33]
- 第17回 日本メガネベストドレッサー賞 サングラス部門 （2004年）
- ベストファーザー賞2004（2004年）
- 第28回日本アカデミー賞 優秀主演男優賞（2005年）

## 出演

### テレビドラマ
- あなたに首ったけ（1983年4月4日 - 4月29日、NHK）
- ばら色の人生（1987年4月8日 - 7月8日、NHK）
- ベスト・フレンド（1987年4月15日、TBS系列） - 三田純一
- とんぼ（1988年10月7日 - 11月25日、TBS系列） - 水戸常吉
- ブルーカナリア （1989年1月14日、日本テレビ系列）
- 湘南物語（1989年5月13日 - 7月8日、日本テレビ系列）
- 男たちの運動会（1989年9月6日 - 12月6日、NHK）
- 哀愁の玉ねぎボーイ（1989年11月11日、TBS系列）
- さかなでバーのクリスマス（1989年12月24日、フジテレビ系列）
- 美空ひばり物語（1989年12月30日、TBS系列）
- 高円寺純情商店街（1990年4月12日 - 5月3日、テレビ朝日系列）
- NTV年末時代劇スペシャル・勝海舟（1990年12月30・31日、日本テレビ系列） - 岡田以蔵
- しゃぼん玉（1991年10月10日 - 12月19日、フジテレビ系列、木曜劇場） - 中村三郎
- NTV年末時代劇スペシャル・源義経（1991年12月31日、日本テレビ系列） - 佐藤継信
- HOTEL 第2シリーズ 第10話 「ヤクザさま宿泊中」（1992年、TBS/近藤照男プロダクション）
- NHK大河ドラマ
  - 琉球の風（1993年1月10日 - 6月13日、NHK） - 尚宏
  - 武蔵 MUSASHI（2003年1月5日 - 12月7日、NHK） - 半瓦弥治兵衛
  - 真田丸（2016年1月10日 - 12月18日、NHK） - 後藤又兵衛
- 新幹線物語'93夏（1993年7月6日 - 9月21日、TBS系列） - 沢見譲次（東海道新幹線車掌）
- ドラマ新銀河・つばさ（1994年2月7日 - 3月3日、NHK） - 神谷翼[34][35]
- 月曜ドラマスペシャル・伊豆温泉めぐり殺人ルート（1994年、TBS系列）
- 英二ふたたび（1997年1月24日、フジテレビ系列、金曜エンタテイメント） - 水戸常吉
- OUT〜妻たちの犯罪〜（1999年10月12日 - 12月21日、フジテレビ系列） - 十文字彬
- 木更津キャッツアイ「第3・5話」（2002年2月1・15日、TBS系列） - 哀川翔（本人）
- ぼくが地球を救う（2002年7月 - 9月、TBS系列） - 大門十三
- 東京湾景（2004年7月5日 - 9月13日、フジテレビ系列） - 大杉健
- 水曜プレミア・四谷くんと大塚くん〜天才少年探偵登場の巻 （2004年7月21日、TBS系列） - 主演・黒崎五郎（刑事）
- らんぼう（2006年・2007年、日本テレビ系列、【W主演：坂口憲二】） - 主演・大浦久（刑事）
  - らんぼう（2006年1月17日、DRAMA COMPLEX）
  - 潜入刑事 らんぼう2（2007年2月6日、火曜ドラマゴールド）
- Happy!（2006年4月7日、TBS） - 鰐淵京平
  - Happy!2〜私、先輩のためにガンバリます。〜（2006年12月26日）
- クロサギ（2006年4月14日 - 6月23日、TBS系列、金曜ドラマ） - 神志名将
- 土曜プレミアム・熱血教師SP「第2夜夢の見つけ方教えたる!」（2008年3月8日、フジテレビ系列） - 秋山国広
- モンスターペアレント「第4話」（2008年7月22日、フジテレビ系列） - 江藤克巳
- 仮面ライダーG（2009年1月31日、テレビ朝日系列、SmaSTATION!! Presents SMAPがんばりますっ!!、【主演：稲垣吾郎】） - 徳川清山
- ザ・クイズショウ「第1話」（2009年4月18日、日本テレビ） - 安藤康介
- 必殺仕事人2009「第18話 的は婿殿」（2009年5月29日、ABC）- 藤野左兵衛
- LADY〜最後の犯罪プロファイル〜「第5話」（2011年2月4日、TBS） - 今泉院長
- 目を閉じてギラギラ（2011年10月1日 - 12月17日、BeeTV） - 主演・希崎望
- クルマのふたり〜TOKYO DRIVE STORIES「第2話」（2011年11月5日、TwellV） - 岩井庄輔
- 最高の人生の終り方〜エンディングプランナー〜「第4話」（2012年2月2日、TBS） - 岡部秀喜
- 鍵のかかった部屋「第9話」（2012年6月11日、フジテレビ） - 野々垣二郎
- 月曜ゴールデン・世田谷駐在刑事 シリーズ（2012年6月18日・2014年4月7日・2015年8月10日、TBS） - 主演・小林健（警部補）
- 牙狼〈GARO〉-魔戒ノ花-（2014年4月4日 - 、テレビ東京） - 毒島エイジ
- 水曜ミステリー9・借王＜シャッキング＞〜華麗なる借金返済作戦〜（2014年12月17日、テレビ東京） - 主演・安斉満（銀行屋）（※福地桃子（次女）とドラマ初共演）
- テディ・ゴー!（2015年10月10日 - 31日、フジテレビ） - 天野康雄[36]
- 牙狼〈GARO〉-魔戒烈伝- 第8話（2016年5月28日、テレビ東京） - 毒島エイジ
- 土曜ワイド劇場・刑事一徹（2016年7月23日、テレビ朝日） - 主演・丹下一徹
- ガタの国から（2017年7月19日、NHK BSプレミアム） - 外村安史
- 連続テレビ小説 舞いあがれ!（2022年10月 - 2023年3月、NHK） - 木戸豪
- Qrosの女 スクープという名の狂気（2024年10月7日 - 12月9日、テレビ東京） - 園田芳美 役[37]

### 配信ドラマ
- ファイナルライフ -明日、君が消えても-（2017年9月-、Amazonプライム・ビデオ） - 本田賢一
- SICK'S 恕乃抄 〜内閣情報調査室特務事項専従係事件簿〜 第弐話（2018年5月、Paravi） - カブトムシ業者[38]

### 映画
- この胸のときめきを（1988年10月8日公開、東映クラシックフィルム・ケントスムービーブラザーズ、【監督:和泉聖治】） - 藤崎翔
- オルゴール（1989年3月11日公開、東映、【監督：黒土三男、主演：長渕剛】） - 新居翔
- ウォータームーン（1989年12月16日公開、東映＝ユイ音楽工房＝おふぃすれん、【監督：工藤栄一、主演：長渕剛】）
- 極道の妻たち 最後の戦い（1990年6月2日公開、東映） - 根津豊
- 白い手（1990年10月13日公開、東宝） - 市原憲治
- 獅子王たちの夏（1991年1月12日公開、東映、【監督：高橋伴明、W主演：的場浩司】） - 主演・松永勝（関東坂上一家 村井組組員）
- 獅子王たちの最后（1993年4月17日公開、東映、【監督：高橋伴明、W主演：錦織一清】） - 主演・三崎和馬
- 棒の哀しみ（1994年10月1日公開、ユニタリー企画、【監督：神代辰巳】）
- 唐獅子 姐御（1994年10月29日公開） - 英二
- 汚い奴（1995年8月12日公開、グランプリエクセレント、【監督：望月六郎】） - 王双五（※特別出演）
- BAD GUY BEACH（1995年10月27日公開、アルゴ・ピクチャーズ、【監督：あいかわ翔】） - 主演・木須志郎
- 勝手にしやがれ!! シリーズ（1995年4月 - 1996年9月、【W主演：前田耕陽】） - 藤田雄次
  - 勝手にしやがれ!! 強奪計画（1995年4月22日公開）
  - 勝手にしやがれ!! 脱出計画（1995年8月12日公開）
  - 勝手にしやがれ!! 黄金計画（1996年2月16日公開）
  - 勝手にしやがれ!! 逆転計画（1996年2月23日公開）
  - 勝手にしやがれ!! 成金計画（1996年9月7日公開）
  - 勝手にしやがれ!! 英雄計画（1996年9月21日公開）
- Morocco 横浜愚連隊物語（1996年5月4日公開、ムービーブラザーズ、【監督：和泉聖治、主演：柳葉敏郎】） - 追水吾郎
- 鬼火（1997年4月19日公開、GAGA PRODUCTION、【監督：望月六郎、主演：原田芳雄】）- 谷川尚人
- 実録・新宿の顔 新宿愚連隊物語（1997年3月15日公開、ムービーブラザーズ、【監督：和泉聖治、主演：的場浩司】） - 石川（医師）
- うなぎ（1997年5月24日公開、ケイエスエス、【監督：今村昌平、主演：役所広司】） - 野沢祐司
- 極道黒社会 RAINY DOG（1997年6月28日公開、大映、【監督：三池崇史】）- 岸田優児
- なにわ忠臣蔵（1997年11月8日）- 上杉組組長 上杉
- 北京原人 Who are you?（1997年12月20日公開、東映＝テレビ朝日＝バンダイ＝東北新社、【監督：佐藤純彌、主演：緒形直人】） - 志村大尉
- 虹をつかむ男 南国奮斗編（1997年12月27日公開、松竹、【監督：山田洋次、主演：西田敏行】） - 祝清治
- 復讐 シリーズ（1997年 - 1998年、大映、【監督：黒沢清】） - 主演・安城伍郎
  - 復讐 運命の訪問者（1997年3月1日公開）
  - 復讐 消えない傷痕（1997年5月31日公開）
- 蛇の道（1998年2月21日公開） - 主演・新島直巳
- 蜘蛛の瞳（1998年4月11日公開） - 主演・新島直巳 ※『蛇の道』の続編
- 冷血の罠（1998年7月11日 公開） - 主演・藤原（探偵）
- 大いなる完（1998年12月19日公開、【監督：高橋伴明、主演：的場浩司】） - 石倉新太郎
- ニンゲン合格（1999年1月23日公開、大映、【監督：黒沢清】） - 加崎
- なで肩の狐（1999年4月1日公開、ミュージアム、【監督：渡辺武】） - 徳光
- 日本黒社会 LEY LINES（1999年5月22日公開） - 池田正也
- 借王（シャッキング） シリーズ（1999年10月 - 2002年3月） - 主演・安斉満（銀行屋）
  - 借王（1997年10月11日公開）
  - 借王2（1997年10月11日公開）
  - 借王3（1998年7月4日公開）
  - 借王4（1998年7月4日公開）
  - 借王5 THE MOVIE 沖縄大作戦（1999年2月20日公開）
  - 借王6 ナニワ相場師伝説（1999年7月24日公開）
  - 借王7 THE MOVIE 2000（2000年7月22日公開）
  - 借王8 狙われた学園（2001年1月）※オリジナルビデオ作品
  - 借王9 ファイナル（2002年3月）※オリジナルビデオ作品
- 英二（1999年5月1日公開、東映、【監督：黒土三男、主演：長渕剛】） - 水戸常吉
- 実録外伝 武闘派黒社会（1999年9月10日公開、大映、【監督：那須博之、的場浩司】）
- dead BEAT（1999年8月7日公開、ギャガ・コミュニケーションズ、【監督：安藤尋】） - 主演・柴田雅人
- Nile ナイル（1999年11月13日公開、東映、【監督：和泉聖治、主演：渡瀬恒彦】） - 浜田啓介
- DEAD OR ALIVE シリーズ（1999年 - 2002年、大映＝東映ビデオ、【監督：三池崇史、W主演：竹内力】）
  - DEAD OR ALIVE 犯罪者（1999年11月27日公開） - 主演・城島猛
  - DEAD OR ALIVE 2 逃亡者（2000年12月2日公開） - 主演・ミズキ
  - DEAD OR ALIVE FINAL（2002年1月12日公開） - 主演・リョウ
- 新・男樹（2000年） - 松崎
- 新・仁義なき戦い（2000年11月25日公開、東映、【監督：阪本順治、主演：豊川悦司】） - 韓秀国
- 回路（2001年2月3日公開、大映、【監督：黒沢清、主演：加藤晴彦】） - 工事現場の作業員
- RUSH!（2001年6月23日公開、スローラーナー、【監督：瀬々敬久、兼プロデューサー、主演：キム・ユンジン】） - 昌也
- 実録・安藤組外伝 餓狼の掟（2002年4月13日公開、【監督：梶間俊一】）- 主演・ 花形敬
- 金融破滅ニッポン 桃源郷の人々（002年9月7日公開）- 主演・村長
- マッスルヒート（2002年10月26日公開、東宝、【監督：下山天、主演：ケイン・コスギ】） - 桂木
- 龍虎兄弟（2002年11月30日公開、【監督：OZAWA】） - 主演：龍虎兄弟 昇
- 黄泉がえり（2003年1月18日公開、東宝、【監督：塩田明彦、主演：草彅剛】） - 周平
- すてごろ 梶原三兄弟激動昭和史（2003年6月14日公開） - 高森真士（真樹日佐夫）
- デコトラの鷲 シリーズ（2003年 - 2008年、オフィスサンヨー、【監督：香月秀之】） - 主演・飛田鷲一郎
  - デコトラの鷲 祭りばやし（2003年）
  - デコトラの鷲 会津・喜多方・人情街道!（2004年）
  - デコトラの鷲 恋の花咲く清水港（2005年）
  - デコトラの鷲 愛と涙の男鹿半島（2006年）
  - デコトラの鷲 火の国熊本親子特急便（2008年）
  - 新 デコトラのショウ 鷲（2021年）
- 木更津キャッツアイ 日本シリーズ（2003年11月1日公開、TBS、【監督：金子文紀、主演：岡田准一】） - 哀川翔（本人）
- 真説タイガーマスク （2004年、【監督：那須博之】） - 主演
- この世の外へ クラブ進駐軍 （2004年2月7日公開、松竹、【監督：阪本順治、主演：萩原聖人】）
- ゼブラーマン（2004年・2010年、東映、【監督：三池崇史】）- 主演・ゼブラーマン / 市川新市
  - ゼブラーマン（2004年2月14日公開）
  - ゼブラーマン -ゼブラシティの逆襲-（2010年5月1日公開）
- スペクター（2005年7月9日公開、ビルドアップ、【監督：岡部淳也】） - キャプテン
- ワースト☆コンタクト（2005年8月6日公開、ファインフィルムズ、【監督：多胡由章】） - 主演・生垣幸太郎
- 容疑者 室井慎次（2005年8月27日公開、フジテレビ・ROBOT、【監督：君塚良一、主演：柳葉敏郎】） - 工藤敬一（警視庁新宿北警察署刑事課強行犯係 巡査部長）
- 鳶がクルリと（2005年10月1日公開、東映、【監督：薗田賢次、主演：観月ありさ】） - 高松
- 東京ゾンビ（2005年12月10日公開、東芝エンタテインメント、【監督：佐藤佐吉、W主演：浅野忠信】） - ミツオ
- WARU（2006年2月25日公開、【監督：三池崇史】） - 氷室洋二
- 太陽の傷（2006年9月16日公開、シネマパラダイス＝東映ビデオ、【監督：三池崇史】） - 片山敏樹
- PETBOX（2006年11月18日公開、J-WHAT'S CINEMA製作委員会）※全6作・愛情出演
- 龍が如く 劇場版（2007年3月3日公開、東映、【監督：三池崇史、主演：北村一輝】） - 野口（刑事）
- Life 天国で君に逢えたら（2007年8月25日公開、「Life天国で君に逢えたら」製作委員会、【監督：新城毅彦、主演：大沢たかお】） - 藤堂完
- SS エスエス（2008年1月12日公開、SS製作委員会、【監督：小林義則】） - 主演・ダイブツ
- クリアネス（2008年2月16日公開、「クリアネス」製作委員会、【監督：篠原哲雄】） - 成瀬
- 映画 クロサギ（2008年3月8日公開、東宝、【監督：石井康晴、主演：山下智久】） - 神志名将（刑事）
- フライング☆ラビッツ（2008年9月13日公開、東映、【監督：瀬々敬久、主演：石原さとみ】） - 玄海
- ドロップ（2009年3月20日公開、【監督：品川祐、主演：成宮寛貴】） - 江藤
- 少年メリケンサック（2009年2月14日公開、東映、【監督：宮藤官九郎、主演：宮崎あおい】） - かんなの父
- クローズZERO II（2009年4月11日公開、東宝、【監督：三池崇史、主演：小栗旬】）
- 弁天通りの人々（2009年4月29日公開、アルゴ・ピクチャーズ） - 安田善次郎
- 昆虫探偵 ヨシダヨシミ（2010年4月3日公開、「昆虫探偵」製作委員会、【監督：佐藤佐吉】） - 主演・ヨシダヨシミ
- 誘拐ラプソディー（2010年4月3日公開、角川映画、【監督：榊英雄、主演：高橋克典】） - 篠宮智彦
- おのぼり物語（2010年7月17日公開、東京テアトル、【監督：毛利安孝、主演：井上芳雄】） - 田淵稔（アパートのオーナー）
- 劇場版 目を閉じてギラギラ（2011年10月22日公開、監督：冨永昌敬） - 主演・希崎望
- マッドドッグ（2011年10月22日公開、オールインエンタテインメント、監督：辻裕之）
- ヘルタースケルター（2012年7月14日公開、「ヘルタースケルター」製作委員会、【監督：蜷川実花、主演：沢尻エリカ】） - 浜口幹男
- タイガーマスク（2013年11月9日公開、「タイガーマスク」製作委員会、【監督：落合賢、主演：ウエンツ瑛士】） - ミスターX
- 銀の匙 Silver Spoon（2014年3月7日公開、「銀の匙 Silver Spoon」製作委員会、【監督：吉田恵輔、主演：中島健人】） - 御影優志
- サンブンノイチ（2014年4月1日公開、KADOKAWA・吉本興業、【監督：品川ヒロシ、主演：藤原竜也】） - 哀川翔（本人）（※特別出演）
- 25〜NIJYU-GO〜(東映Vシネマ25周年記念作品)（2014年11月1日公開、東映、【監督：鹿島勤】） - 主演・桜井慎太郎
- Zアイランド（2015年5月16日公開、KADOKAWA・吉本興業、【監督：品川ヒロシ】） - 主演・宗形組組長 宗形博也（宗形運送）
- CONFLICT 〜最大の抗争〜（2016年5月28日公開、オールインエンタテインメント【監督：藤原健一】）- 大東亜団総長 明神良成（元天道会若頭補佐明神組組長）
- 牙狼〈GARO〉-月虹ノ旅人-（2019年10月4日公開、東北新社、【監督：雨宮慶太】） - 毒島エイジ
- 老後の資金がありません!（2021年10月30日公開、東映、【監督：前田哲、主演：天海祐希】） - 天馬
- 春に散る（2023年8月25日公開、ギャガ、【監督：瀬々敬久、主演：佐藤浩市・横浜流星】） - 藤原次郎[39][40]
- 一月の声に歓びを刻め（2024年2月9日公開、東京テアトル、【監督：三島有紀子、主演：前田敦子】） - 誠[41][42]
- オールドカー てんとう虫のプロポーズ（2025年5月23日公開、レッドビーンズピクチャーズ、【監督：あべこうじ） - 主演・源太[43]

### Vシネマ
- ネオチンピラ 鉄砲玉ぴゅ〜 （1990年、東映ビデオ、【監督：高橋伴明】）- 主演・水田順公
- 傷だらけのライセンス（1991年、東映ビデオ＝セントラル・アーツ、【監督：長谷部安春】）- 主演・トーシロ亮
- DANGER POINT 地獄への道（1991年、東映ビデオ＝セントラル・アーツ、【監督：長谷部安春】）- 主演・ケン
- ろくでなし LAST DOWN TEN（1992年、東映ビデオ＝セントラル・アーツ、【監督：長谷部安春】）- 主演・水原健次
- とられてたまるか! （1992年、東映ビデオ、【監督：高橋伴明】）- 主演・ジロー
- チンピラ仁義 極楽とんぼ （1994年 - 1996年、東映ビデオ）全3作 - 主演・橘竜次
- 警告！のぞきあり（1995年、東映ビデオ＝セントラル・アーツ、【監督：下山天】）※友情出演
- プリズンホテル（1996年、ケイエスエス）
- 疵 KIZU 血の黙示録 1、2（1998年、東映ビデオ）
- 密告（チクリ）マル暴裏捜査（1998年、東映ビデオ）- 主演・根来譲
- 修羅がゆく シリーズ 全13作（1995年6月 - 2000年12月、KnacK） - 主演・本郷流一（本郷組組長）
  - 修羅がゆく（1995年6月24日）
  - 修羅がゆく2 戦争勃発（1996年2月10日）
  - 修羅がゆく3 九州やくざ戦争（1996年5月25日）
  - 修羅がゆく4 東京大戦争（1997年1月10日）
  - 修羅がゆく5 広島代理戦争（1997年5月9日）
  - 修羅がゆく6 東北激闘篇（1997年9月19日）
  - 修羅がゆく7 四国烈死篇（1998年3月7日）
  - 修羅がゆく8 首都血戦（1998年7月29日）
  - 修羅がゆく9 北海道進攻作戦（1999年3月27日）
  - 修羅がゆく10 北陸代理決戦（1999年9月4日）
  - 修羅がゆく11 名古屋頂上戦争（2000年1月22日）
  - 修羅がゆく12 北九州死闘篇（2000年7月28日）
  - 修羅がゆく13完結篇（2000年12月1日）
- 修羅のみち シリーズ 1 - 5（2001年7月 - 2002年8月、KnacK） - 主演・吉田晴男（関東共住会大神組二代目組長）
  - 修羅のみち1 関東VS関西 全面戦争勃発（2001年7月12日）
  - 修羅のみち2 関西頂上決戦 （2001年10月20日）
  - 修羅のみち3 広島・四国全面戦争（2002年2月16日）
  - 修羅のみち4 北九州代理戦争 （2002年4月20日）
  - 修羅のみち5 東北殺しの軍団 （2002年8月24日）
- 新極道伝説 三匹の竜（1999年、東映ビデオ） - 主演・黒岩徹
- 組織暴力 流血の抗争 （1999年、東映ビデオ）全2作 - 主演・真木（秋庭一家幹部）
- 組織暴力 流血の仁義 （1999年、東映ビデオ）全2作 - 主演・北川雄次（風間一家幹部）
- DOG FIGHT 野良犬たちの挽歌（2000年、東映ビデオ）- 主演・滝田
- 極悪 人間魚雷（2000年、ミュージアム）- 主演・如月烈次
- ブルースの錠 （2001年、SHV）全2作 - 主演・小山田錠二（御手洗組若頭補佐）
- 修羅の蛮王（バンキング）（2001年、東映ビデオ）- 主演・神崎史彦（西園寺史彦）
- 修羅の伝説 極道の地獄（2001年、東映ビデオ）- 主演・日向野
- 喧嘩の極意 突破者番外地（2001年、ミュージアム）- 白誠会若頭 花隅宗吉（南方の元舎弟）
- 極道列伝 桜〈HANA〉と龍〈RYU〉（2001年、東映ビデオ）- 主演・山縣龍二
- 日本抗争列島 牙の如く（2001年、東映ビデオ）- 水野彰英
- 超極道（2001年、ミュージアム）- 主演・滝島
- 錬金の帝王 （2002年、東映ビデオ）全2作 - 主演・小椋直
- 倒産回避請負人 裁きの銀（2002年、ミュージアム） - 浪速連合若頭 速見吾郎
- 実録・史上最大の抗争 義絶状（2002年） - 山王会 武田勝(武田力也の実弟)
  - 実録・史上最大の抗争 義絶状1（2002年） - 三代目山王会武田組副組長
  - 実録・史上最大の抗争 義絶状2（2002年） - 四代目山王会直参武田組副長
- 極道恐怖大劇場 牛頭 GOZU（2003年、オフィスアスク、【監督：三池崇史、主演：曽根悠多】）※ODS公開 - 宇廻組若頭 尾崎（南の兄貴分）
- 昭和博徒伝（2003年、ケイエスエス）- 柏木克己
- 玄海組血風録 シリーズ（2003年12月・2004年2月、東映） - 主演・大賀武士（玄海組九代目組長）
  - 玄海組血風録 流血の代紋（2003年12月5日）
  - 玄海組血風録 外道の群れ（2004年2月13日）
- 岸和田少年愚連隊 ゴーイングマイウェイ（2004年） - 主演・土方マコト
- 新・日本の首領（2004年、シネマパラダイス）- 葦津潤一（元・丸茂組若頭→屋台ラーメン屋）
- 極道はクリスチャン/修羅の抗争（2004年、knack）- 主演・木村竜二
- 実録・新選組 シリーズ（2006年、ミュージアム、【監督：辻裕之】） - 坂本竜馬
  - 実録・新選組（2006年2月25日）
  - 実録・新選組 完結編（2006年3月25日）
- 首領がゆく シリーズ（2006年 - 2007年、ミュージアム）全3作 - 主演・王島一輝（真虎会若衆）
- BLACK MAFIA 絆 シリーズ（2008年・2009年、ミュージアム、遠藤憲一とW主演）- 当麻（松村組若頭）
  - BLACK MAFIA 絆（2008年12月25日）
  - BLACK MAFIA 絆 -完結編-（2009年2月25日）
- 修羅の統一（2009年、ミュージアム） - 山神組勇道会高田組若頭 竹之内照明
- 修羅の荒野5-8（2009年） - 銀座 力動会会長 剣持豪
- 殺しの挽歌（2010年、ミュージアム） - 北村組若頭 三宅悟
- 跡目奪還（2011年、ミュージアム） - 関西連合系白石組組長 白石
- 首領の道（2011年、オールインエンタテインメント）- 二代目連城組若頭 連城浩一(二代目の長男)
- 修羅の覇道 （2011年、オールインエンタテインメント）- 七代目山鬼組組長 滝崎亘
- 修羅の花道（2012年、オールインエンタテインメント）- 森喜一郎
- 日本統一1-30（2013年 - 2018年10月26日 、オールインエンタテインメント、【監督：山本芳久→辻裕之】） - 丸打組 秋本照政
  - 日本統一1（2013年） - 丸打組系安西組幹部
  - 日本統一5（2014年） - 丸打組三田組幹部 秋本組組長
  - 日本統一12（2015年） - 丸神連合丸打組二代目三田組組長
  - 日本統一30（2018年） - 二代目丸神会幹事長 川崎 二代目三田組組長
- 三代目代行1-5（2014年） - 関東黒鉄連合三代目総長 榊斎
- プラチナ代紋（2016年）- 大和会会長 沢田清一郎

### 舞台
- 三池崇史 x 哀川翔『座頭市』（2007年、新宿コマ劇場 ほか） - 主演
- ミュージカル『HEADS UP!』（2015年12月、KAAT 神奈川芸術劇場 ほか） - 主演[44]

### テレビゲーム
- 龍が如く5 夢、叶えし者（2012年12月6日発売、セガ） - 高杉浩一

### 吹き替え
- ピーターラビット2/バーナバスの誘惑（2021年6月25日公開、ソニー・ピクチャーズ エンタテインメント） - バーナバス（レニー・ジェームズ）[45][46]

### バラエティ
- 不可思議探偵団（2010年4月12日 - 2011年9月12日、日本テレビ） 司会
- とんねるずのみなさんのおかげでした（2011年9月8日 - 2013年9月26日、フジテレビ） - 同番組のコーナー『前略、道の駅より』にレギュラー出演。
- 有吉AKB共和国（2012年 - 、TBS）
- 哀川翔のオトナ倶楽部（2012年10月21日 - 、BSフジ）

### 情報番組
- あさイチ（2016年10月 - 、NHK） - 不定期レギュラー

### CM
- パイオニア・カロッツェリア 楽ナビ（柳葉敏郎・勝俣州和と共演）
- トヨタ自動車「Rush」（2005年 - 2008年）
- 鹿屋市（鹿児島限定。2005年12月に放映）
- アサヒビール・アサヒ極旨（勝俣州和と共演）
- シック・ジャパン（2007年2月）
- ユニバーサルJ 「スピッツ／さざなみCD」（2007年）
- 統一地方選挙投票啓蒙CM（鹿児島限定。2007年3月）
- 日産自動車・オッティ（2008年9月 - ） - 前オッティくん（ちなみに後オッティくんはDAIGO）
- ほっともっと 「カルビ焼肉弁当シリーズ」（2009年8月 - ）
- サントリー「黒烏龍茶」（2012年8月 - 、藤子不二雄Aによる似顔絵で声のみの出演）
- au CHANNEL au シリーズ「MNP 社長登場」篇（2013年9月6日） - 社長
- イエスランド（鹿児島県のパチンコ店）（2014年） -
- Y! mobile（2016年） - なめ猫の声 [47]
- DONUTS「ジョブカン」（2020年） [48]

### ラジオ
- FMナイトストリート〜PAJAMA PRESS（1988年4月 - 1992年3月、JFN系列）
  - 1988年4月 - 12月 第2部 PAJAMA PRESS 月曜日
  - 1989年1月 - 1992年3月 第1部 PAJAMA PRESS 月曜日

## 書籍
- 俺、不良品（2001年、東邦出版）ISBN 978-4809402258
  - 俺、不良品（2006年9月、竹書房文庫）文庫化 ISBN 978-4812428955
- 翔、曰く（2003年、ぴあ）ISBN 978-4835600925
  - 翔、曰く（2012年2月、文芸社文庫）文庫化 ISBN 978-4286119977
- 百本締め（2004年、東邦出版）ISBN 978-4809403569
- SHOW LONELY RIVER（2005年、ぴあ）ISBN 978-4835615073
- 翔、曰く EXCITING（2006年、ぴあ）ISBN 978-4835616230
- 早起きは「3億」の徳（2009年、東邦出版）ISBN 978-4809407857
- 元不良、いま不良、これからも不良（2014年、東邦出版）ISBN 978-4809412240
- ブレずに生きれば道は拓ける! 一翔両断!!（2016年9月、KADOKAWA）芸能生活30周年記念本 ISBN 978-4047319455
- 俺のハワイ、男のHAWAII（2017年）ISBN 978-4809414893

監修
- はじめてのカブトムシ飼育BOOK（2016年7月、ブックマン社）ISBN 978-4893088642

### 関連書籍
- 哀川翔 鉄砲弾伝説（谷岡雅樹のナイフの横顔）（2001年、太田出版）ISBN 978-4872335552
  - 哀川翔 鉄砲弾伝説（2009年3月、廣済堂文庫） 文庫化 ISBN 978-4331654491

### 写真集
- 週刊セブンティーン 特別編集 Show's Machine 哀川翔写真集（1986年、集英社）
- ON 哀川翔写真集（2001年、東邦出版）ISBN 978-4809402524
- 写真集 白黒つけるぜ!SHOW AIKAWA“ZEBRAMAN”photo ＆ message book（2004年、ぴあ）ISBN 978-4835609072
- 25―哀川翔写真集（2010年、東邦出版）ISBN 978-4809408618

## ディスコグラフィ

### シングル
|        | 発売日                                      | タイトル             | c/w                          | 規格               | 品番       | レーベル             |
| ------ | ------------------------------------------- | -------------------- | ---------------------------- | ------------------ | ---------- | -------------------- |
| 1      | 1986年6月25日                               | 青の情景（シーン）   | 割れた涙                     | EP                 | 07FA-1080  | ファンハウス         |
| 2      | 1986年11月21日                              | WOW WOW              | シャンハイナ                 | EP                 | 07FA-1094  | ファンハウス         |
| 2      | 1986年11月21日                              | WOW WOW              | シャンハイナ                 | CT（ミニブック付） | 15FC-2069  | ファンハウス         |
| 3      | 1987年5月25日                               | 卑怯者               | ガラパゴス寓話（フェーブル） | EP                 | 07FA-1112  | ファンハウス         |
| 4      | 1989年7月21日                               | まっすぐ行けばいい   | 俺たちの迷い                 | 8cmCD              | P10G-1009  | プラッツ             |
| 5      | 1990年4月21日                               | どしゃぶりの胸       | のらいぬ                     | 8cmCD              | PLDP-1016  | プラッツ             |
| 6      | 1991年4月21日                               | ぐてんぐてん         | オサラバサ                   | 8cmCD              | PLDP-1029  | プラッツ             |
| 7      | 1991年12月5日                               | 抱きしめたい         | 泡沫                         | 8cmCD              | BCDA-11    | バンダイ・カンパニー |
| 8      | 1992年11月5日                               | 明日が好きさ!        | KAGOSHIMA 1991               | 8cmCD              | APDA-74    | アポロン             |
| 9      | 1993年4月5日                                | 遠去かる夏の日       | 一時の夢                     | 8cmCD              | APDA-78    | アポロン             |
| 非売品 |                                             | チンピラ仁義         |                              |                    |            |                      |
| 10     | 2010年3月17日 （昆虫探偵ヨシダヨシミ 名義） | 生きていることがいい | The Last Song                | Maxi               | PCCA-70276 | ポニーキャニオン     |

### アルバム
|          | 発売日        | タイトル                                                                           | 規格 | 品番      | レーベル             |
| -------- | ------------- | ---------------------------------------------------------------------------------- | ---- | --------- | -------------------- |
| 1        | 1986年7月23日 | Antithese Train Antithese Flight （アンチテーゼ・トレイン アンチテーゼ・フライト） | LP   | 28FB-2052 | ファンハウス         |
| 1        | 1986年7月23日 | Antithese Train Antithese Flight （アンチテーゼ・トレイン アンチテーゼ・フライト） | CD   | 32FD-1038 | ファンハウス         |
| 2        | 1987年7月22日 | COMMON SENSE （コモンセンス）                                                      | LP   | 28FB-2107 | ファンハウス         |
| 2        | 1987年7月22日 | COMMON SENSE （コモンセンス）                                                      | CD   | 32FD-1070 | ファンハウス         |
| 3        | 1989年8月25日 | シングル・コレクション                                                             | CD   | 00FD-7121 | ファンハウス         |
| 4        | 1989年9月1日  | チンピラ達のララバイ                                                               | CD   | P32G-9    | プラッツ             |
| 5        | 1990年5月21日 | のらいぬ                                                                           | CD   | PLCP-16   | プラッツ             |
| 6        | 1991年5月21日 | さすらい                                                                           | CD   | PLCP-29   | プラッツ             |
| サントラ | 1991年6月21日 | ネオチンピラ 鉄砲玉ぴゅ〜 続・鉄砲玉ぴゅ〜 オリジナル・サウンドトラック            | CD   | PLCP-31   | プラッツ             |
| 7        | 1992年6月21日 | 明日が好きさ!                                                                      | CD   | BCCA-23   | バンダイ・カンパニー |
| BEST     | 1993年2月21日 | BEST                                                                               | CD   | APCA-81   | アポロン             |
| 8        | 1993年5月21日 | 白紙の地図                                                                         | CD   | APCA-90   | アポロン             |

### 映像作品
|   | 発売日        | タイトル | 規格 | 品番      | レーベル     |
| - | ------------- | -------- | ---- | --------- | ------------ |
| 1 | 1989年8月25日 | MR.PLACE | VHS  | 00FE-7107 | ファンハウス |

## タイアップ
| 曲名                                               | タイアップ                                    | オンエア |
| -------------------------------------------------- | --------------------------------------------- | -------- |
| 生きていることがいい （昆虫探偵ヨシダヨシミ 名義） | リベロ配給映画『昆虫探偵 ヨシダヨシミ』主題歌 | 2010年   |

## ミュージックビデオ
- のらいぬ（1991）
- 逗子三兄弟 「純白の花嫁」（2011年） 小森純と共演

## DVD
- 哀川翔ラリージャパンへの挑戦 WRCラリージャパンへガチンコで挑んだ180日間（2008年）
- 哀川翔 俺たちのキャンプ 実録!死ぬ気で遊ぶ2泊3日（2009年12月16日）
- 哀川翔 世界を駆ける!!（2009年12月26日）
- 哀川翔 WRCへの挑戦!! ラリースト哀川翔 2010年の全記録（2011年1月7日）
- 哀川翔 ROAD TO DREAM アジアクロス2011（2012年）
- 哀川翔 世界を駆ける!! アジアクロスカントリラリー2018の全記録（2019年）

## 関連人物
- 白竜
- 平賀雅臣
- 竹内力
- 三池崇史
- 柳沢慎吾
- 小沢仁志
- 寺島進
- 中野英雄
- 的場浩司
- 本宮泰風
- 山口祥行
- SHOGO（175R）
- 小木茂光
- 大石英司